# Винченти Марери, Ипполито Антонио
Ипполито Антонио Винченти Марери (итал. Ippolito Antonio Vincenti Mareri; 20 января 1738, Риети, Папская область — 21 марта 1811, Париж, Первая империя) — итальянский куриальный кардинал, папский дипломат и доктор обоих прав. Титулярный архиепископ Коринфа с 11 апреля 1785 по 21 февраля 1794. Апостольский нунций в Испании с 24 мая 1785 по 21 февраля 1794. Про-камерленго Святой Римской Церкви с 26 марта 1808 по 21 марта 1811. Кардинал-священник с 21 февраля 1794, с титулом церкви Санти-Нерео-эд-Акиллео с 1 июня 1795 по 3 августа 1807. Кардинал-епископ Сабины с 3 августа 1807.